# Matthias Hamunyela
Matthias (Matias) Tulyoongeleni Hamunyela (* 15. Oktober 1992 in Eenhana) ist ein namibischer Boxer. 
Er gewann 2015 bei den Afrikaspielen in Brazzaville Silber im Halbfliegengewicht. Bei den Olympischen Sommerspielen 2016 in Rio de Janeiro nahm Hamunyela im Halbfliegengewicht teil. Dort gewann er seinen Erstrundenkampf und verlor anschließend gegen Birschan Schaqypow aus Kasachstan. Ein Jahr später gewann Hamunyela bei den Boxafrikameisterschaften Gold. Bei den Commonwealth Games 2018 verlor er seinen Auftaktkampf.